# Шурпіли
Шурпіли (пол. Szurpiły) — село в Польщі, у гміні Єленево Сувальського повіту Підляського воєводства.
Населення — 156 осіб (2011).
У 1975-1998 роках село належало до Сувальського воєводства.

## Демографія
Демографічна структура станом на 31 березня 2011 року:
|          | Загалом | Допрацездатний вік | Працездатний вік | Постпрацездатний вік |
| -------- | ------- | ------------------ | ---------------- | -------------------- |
| Чоловіки | 80      | 14                 | 55               | 11                   |
| Жінки    | 76      | 14                 | 44               | 18                   |
| Разом    | 156     | 28                 | 99               | 29                   |